# Jan Pieper
Jan Pieper (* 24. Mai 1944 in Lüdinghausen/Westfalen) ist ein deutscher Architekt der historischen Bauforschung, Hochschullehrer und Autor.

## Leben
Jan Pieper wuchs als Sohn des Glasmalers Vincenz Pieper und seiner Frau Christine, geb. Mies, in Angelmodde bei Münster auf. Nach seinem Abitur 1964 am Johann-Conrad-Schlaun-Gymnasium studierte er Architektur an der TU Berlin, wechselte 1968 nach dem Vordiplom und einer Südostasienreise an die RWTH Aachen, um dort 1970 am Lehrstuhl Gottfried Böhms sein Diplom abzulegen. Danach arbeitete er praktisch in England und war von 1970 bis 1972 Forschungsstudent im postgraduierten Programm der Architectural Association School of Architecture in London sowie Stipendiat des British Council im Aufbaustudium Architekturgeschichte an der Universität London. Hier forschte er über den Neo-Palladianismus in Britisch-Indien 1756–1853, insbesondere auf einem Feldaufenthalt 1972/73 in Indien über die Palladio-Rezeption in der Britisch-Indischen Kolonialarchitektur. Nach Mitarbeit im Architekturbüro Gottfried Böhm in Köln wurde Pieper nach seiner Promotion von 1974 bis 1976 dessen wissenschaftlicher Assistent am Lehrstuhl für Stadtbereichsplanung und Werklehre in der Architekturabteilung der RWTH Aachen. Dort habilitierte er sich nach Feldforschungen vor Ort 1978 über kulturspezifische Begriffe von Raum, Architektur und Stadt im vorkolonialen Indien. Bis 1983 wirkte er als Privatdozent am Institut für Kunstgeschichte. 1988 wurde Pieper zum Professor berufen und lehrte Baugeschichte an der Fachhochschule Aachen, von 1988 bis 1993 als Professor für Architektur- und Stadtgeschichte an der TU Berlin und von 1993 bis 2013 als Professor am Lehrstuhl für Baugeschichte und Denkmalpflege der RWTH Aachen. Von 1996 bis 1999 war er Dekan der Fakultät für Architektur und ist seit 1996 Senator der RWTH Aachen sowie seit 1999 Mitglied der Senatskommission und Vorsitzender des Fakultätsausschusses für Struktur, Forschung und wissenschaftlichen Nachwuchs.
2023 kritisierte er die Rückgabe der Benin-Bronzen, da es sich nicht um Raubkunst handele, sondern durch im Kunsthandel rechtmäßig erworbenes Eigentum des deutschen Staates.

## Forschung
Bau- und Bestandsaufnahme als wissenschaftliche Methode der Architektur- und Bauforschung zeichnen Pieper als maßgeblichen Vertreter der Aachener Schule aus. Auf langjährigen Aufenthalten in Süd- und Südostasien während der 60er und 70er Jahre forschte er zur vergleichenden Architekturgeschichte (Palladianismus und Kolonialarchitektur); seit 1982 erforschte Pieper die italienische Renaissance – insbesondere den Ausbau von Pienza zu einer Idealstadt durch Papst Pius II., ferner Sabbioneta, eine andere Renaissance-Idealstadt in der Lombardei  – und die Rezeption der italienischen Renaissance nördlich der Alpen, insbesondere in Frankreich. Von 1995 bis 1999 war er Herausgeber der Zeitschrift Daidalos für Architektur, Kunst und Kultur.

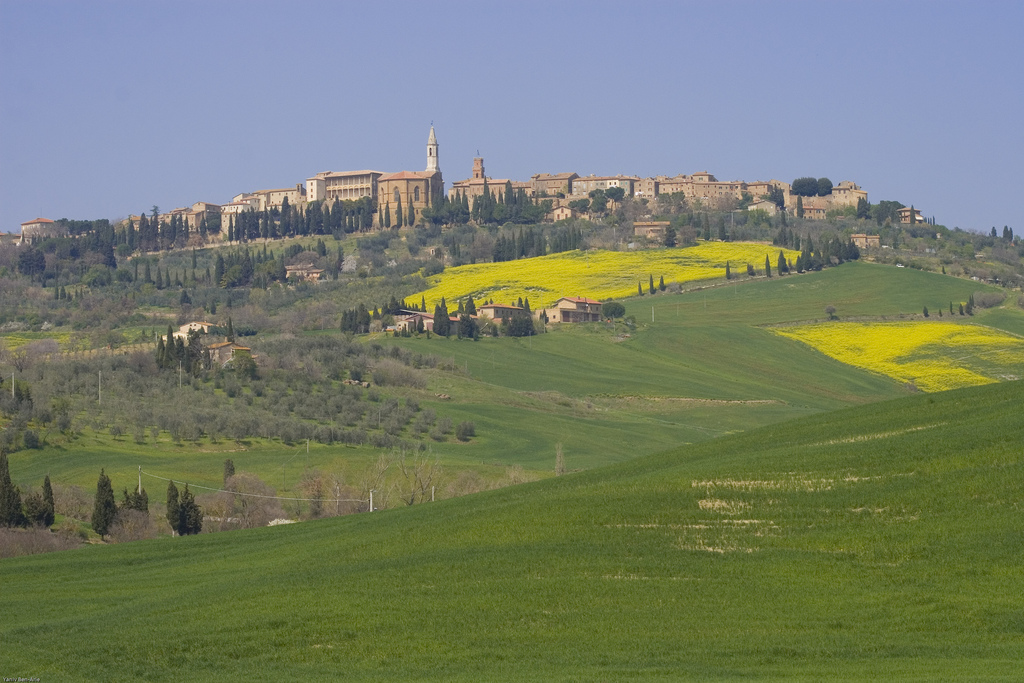
Pienza Lage
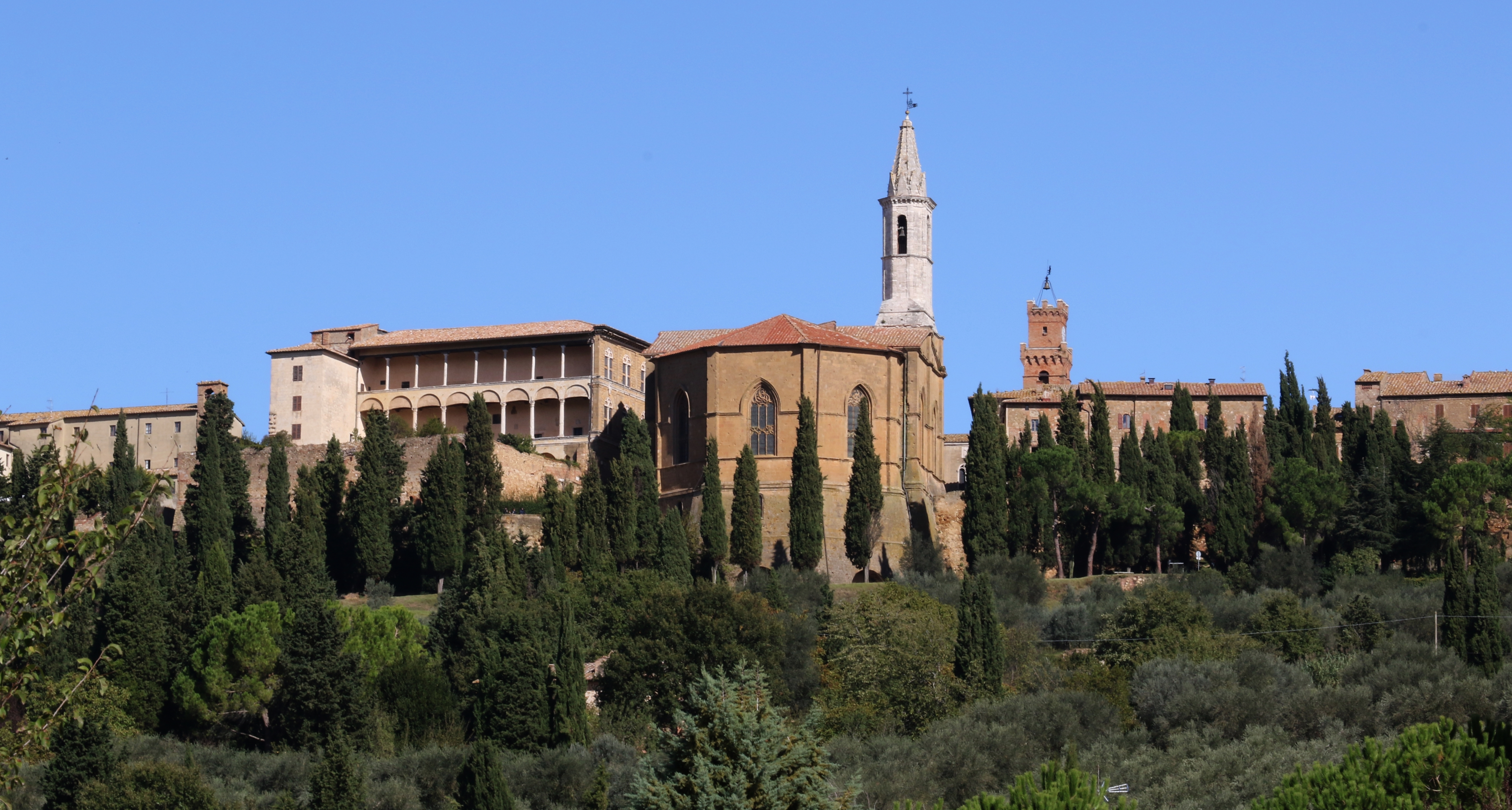
Pienza
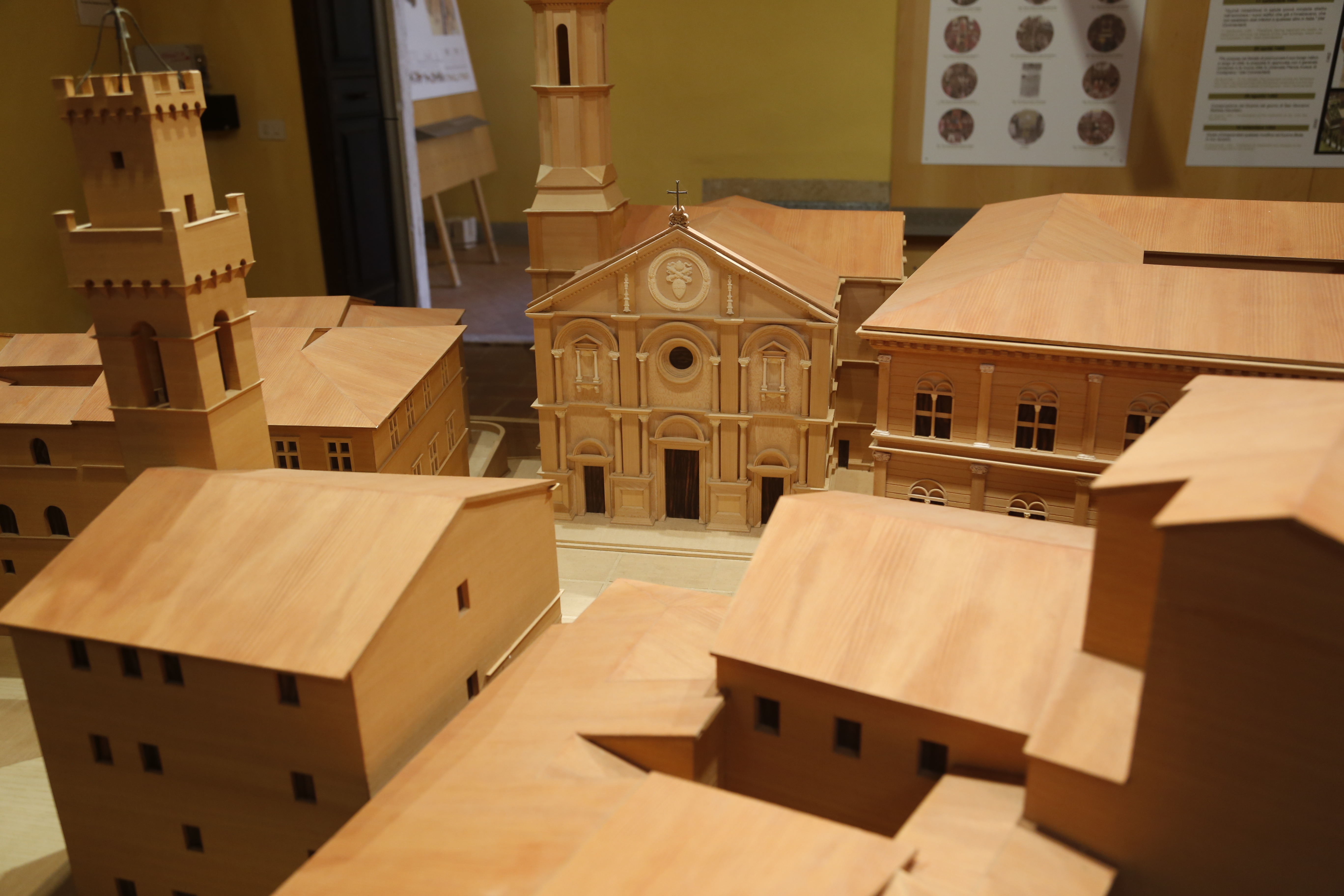
Stadtmodell Pienza, Modell Piazza mit Dom
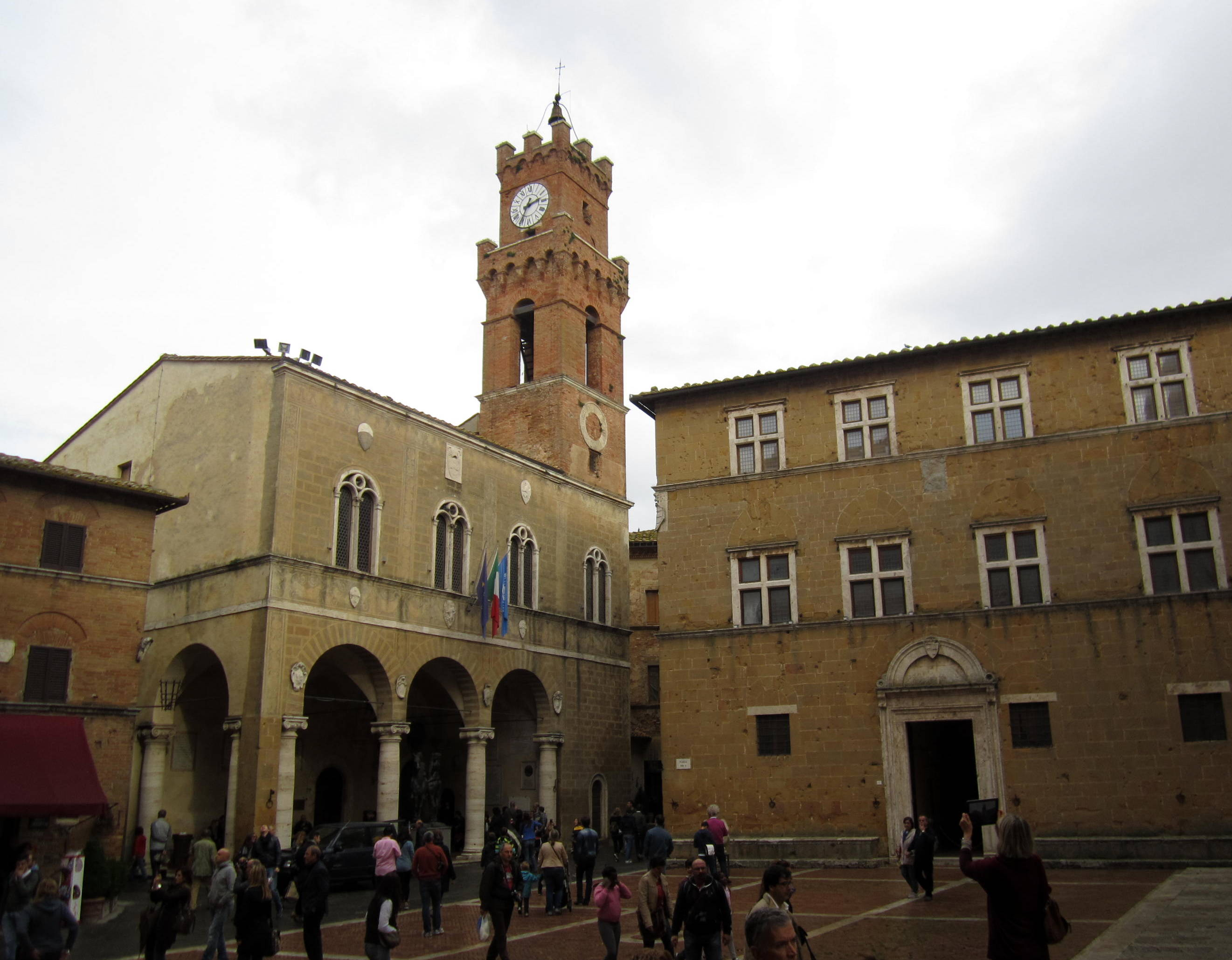
Pienza, Piazza Pio
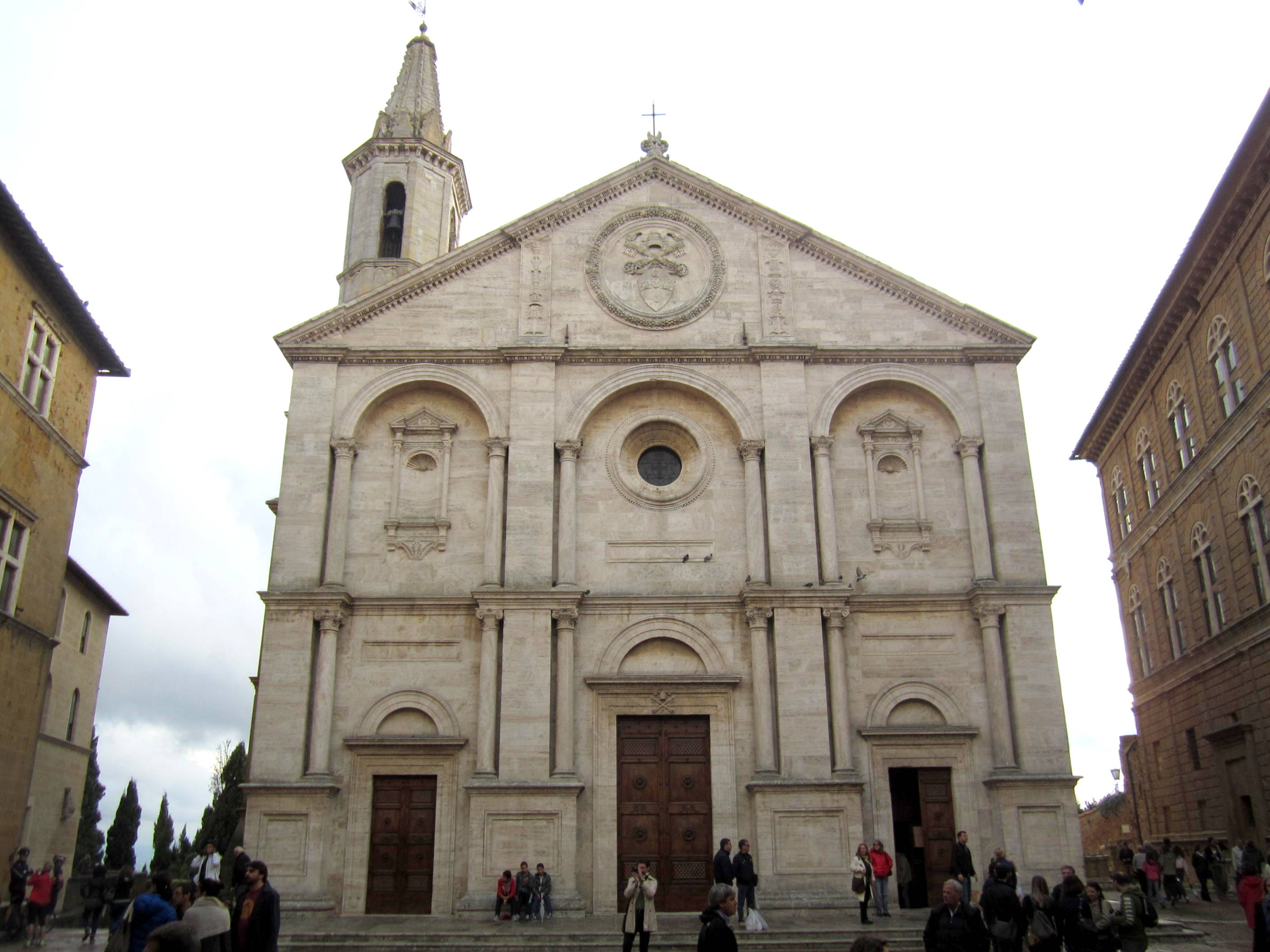
Pienza Dom
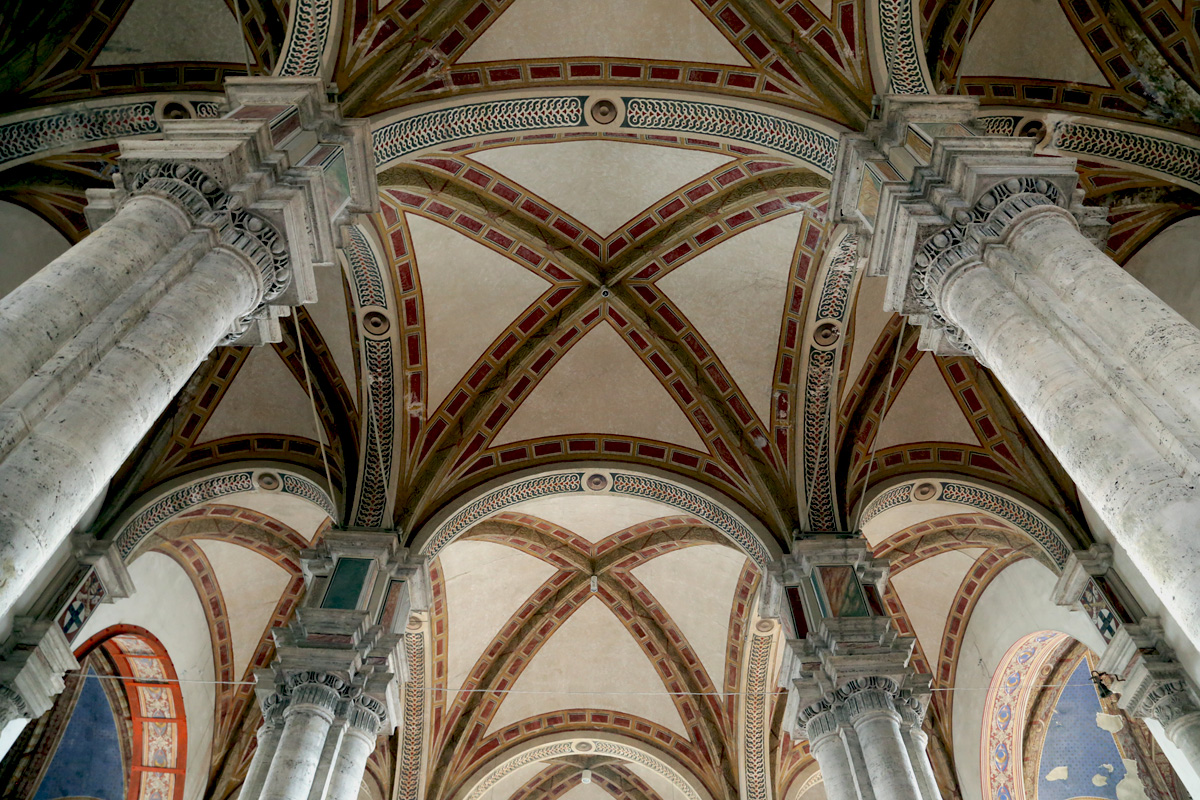
Gewölbe Dom

## Schriften (Auswahl)
- Three Cities of Nepal, Oliver, P. (Hrsg.) Shelter, Sign and Symbol, London 1975, S. 52–69
- Die Wiederentdeckung von Straße und Block, Frankfurter Hefte 3/1975, S. 46–52
- Die drei Städte im Nepal-Tal, in: Bauwelt 30/1976, S. 925–935
- Die Londoner „Coal Hole Plates“, in: Bauwelt 3/1976, S. 98–100
- Die Anglo-Indische Station, Hindu-Stadtkultur und Kolonialstadtwesen im 19. Jahrhundert als Konfrontation östlicher und westlicher Geisteswelten. (Dissertation Aachen 1974), Band 1, Antiquitates Orientales, Bonn 1977
- Die Klostersiedlungen der Gelben Kirche in Ladakh, in: Bauwelt 23/1977, S. 756–761
- The Monastic Settlements of the Yellow Church in Ladakh. Central Places in a Nomadic Habitat, in: Geojournal 54/1977, S. 41–54
- Arboreal Art and Architecture in India, in: Art and Archaeology Research Papers, 12/1977, S. 47–54
- Ritual Movement and Architectural Space, in: Art and Archaeology Research Papers, Monograph 2, 1977, S. 82–91
- Südindische Stadtrituale: Wege zum stadtgeographischen und architekturtheoretischen Verständnis der indischen Pilgerstadt, Stadt und Ritual, Darmstadt 1977, S. 82–91
- Das Museum als Stadtteil. Zur Öffentlichkeit eines öffentlichen Gebäudes, in: Frankfurter Hefte 9/1979, S. 42–52
- A Pilgrim’s Map of Benares. Notes on Codification in Hindu Cartography, in: Geojournal 3/1979, S. 215–218
- Water in Hindu Urban Architecture, in: Art and Archaeology Research Papers 15/1979, S. 47–56
- Indien. Bauformen und Stadtgestalt einer beständigen Tradition (mit Nils Gutschow). Dumont Kunstreiseführer, Köln 1978
- Die Cornières der Bastide Monpazier, in: Bauwelt 13/1979, S. 526–533
- Architekturmuseum – Architekturvermittlung, in: Kunstforum Bd. 38 (mit Walter Grasskamp), Mainz 1980
- Ritual Space in India. Studies in Architectural Anthropology, London 1980
- South Indian Ceremonial Chariots, in: Art and Archaeology Research Papers 16/1980, S. 1–11
- A Note on the South Indian Ceremonial Float, in: Art and Archaeology Research Papers 16/1980, S. 24
- The Moffussil Environment. Elements of Colonial Architecture and Settlement in Up-Country India, Schriftenreihe des Südasieninstitutes der Universität Heidelberg, Heidelberg 1980, S. 77–92
- European Tombs in the Moghul Taste. Notes on Style and Ornamentation of Anglo-Indian Sepulchral Architecture, in: Lotus International 26/1980, S. 90–96
- Stupa Architecture of the Upper Indus Valley, Schriftenreihe des Südasieninstitutes der Universität Heidelberg, Bd. 55, Heidelberg 1980, S. 127–136
- Windarchitektur, in: Bauwelt 35/1981, S. 1495–1501
- Mimesis und Metamorphosen der Architektur, Exzerpte aus der Typenlehre des Quatremère de Quincy, in: Bauwelt 8/1981, S. 271–279
- L’habitat Mofussil; Espace et architecture dans l’Inde britannique, urbi (Art, histoire et ethnologie des villes) VI, 1982, S. 47–56
- Steinerne Bäume und künstliches Astwerk. Die gotischen Theorien des James Hall (1761–1832), in: Bauwelt 10/1982, S. 328–333 (nachgedruckt in: Rainer Graefe: Zur Geschichte des Konstruierens, Stuttgart 1989)
- Indischrot, Indischgelb. Redaktion und Konzeption des Bauwelt-Heftes 28/1983 über moderne Architektur in Indien
- The Impuls to Adorn, Studies in Traditional Indian Architecture, Bombay 1982
- Architektonische Augenblicke, in: Holländer, H.; Thomsen, W. (Hrsg.): Augenblick und Zeitpunkt, Studien zur Zeitstruktur und Zeitmetaphorik, Kunst und Wissenschaft, Darmstadt 1984, S. 165–174
- Ort, Erinnerung, Architektur. Über den Genius Loci. Redaktion und Konzeption des Kunstforum-Heftes 69, Köln 1984
- Genius Loci. Architektonische Gestaltungen einer antik-römischen Idee, in: Kunstforum 69, Köln 1984, S. 38–59
- Gärten der Erinnerung. Der Sacro Bosco von Bomarzo, in: Kunstforum 69. Köln 1984, S. 91–97
- Die angenommene Identität. Antikenkonstruktion in der Havellandschaft des Berliner Klassizismus, in: Kunstforum 69, Köln 1984, S. 118–135
- Hyderabad, A Qur’anic Paradise in Architectural Metaphors, in: Journal of the Islamic Environmental Design Research Centre, Rom 1984, S. 46–51
- Der Berg Athos in Riesengestalt. Bedeutungen des Anthropomorphen im Werben des Baumeisters Dinokrates um die Gunst Alexander des Großen, Aus dem Osten des Alexanderreiches, in: Festschrift zum 65. Geburtstag von Klaus Fischer, Köln 1984, S. 57–65
- Arche und Lade, Formen und Aspekte der Vorstellungen vom „Wandernden Haus“, in: Bauwelt 33/1985, S. 1278–1297
- Zagarolo. Studien zur Architektur einer römischen Baronalstadt des Manierismus, Aachen 1987
- Pienza. Over de omgang met de natuur in de stedebouw von de vroege Renaissance, in: Forum 30/1, 1986, S. 44–50 sowie in: Proceedings of the International Seminar „Ecology in Design“, TH Delft 13.–17. Dezember 1980
- Ähnlichkeiten, Mimesis und Metamorphosen der Architektur, Katalog der Ausstellung in Haus Lange, Krefeld, 27. Mai – 20. Juli 1986
- Hintergründe. Bedeutungen der Architektur in der Malerei des Exotismus, Katalog der Ausstellung „Gemalte Architektur aus sieben Jahrhunderten“: „Der Traum vom Raum“ in der Kunsthalle Nürnberg vom 13. September – 23. November 1986, S. 135–150, S. 393–404
- Sezincote. Ein west-östlicher Divan, in: Daidalos 19/1986, S. 54–74
- Pienza. Das Bühnenhaus einer humanistischen Zusammenschau der Gegensätze, in: Bauwelt 45/1986, S. 1710–1732
- Ein unlizensierter Herrensitz. Haus Rüschhaus bei Münster von Johann Conrad Schlaun, in: Daidalos 22/1986, S. 68–71
- Landschaften sehen machen. Die Piazza des Antonio da Sangallo der Jüngere in Pitigliano, in: Daidalos 22/1986, S. 104–107
- Editorial, in: Daidalos 23/1987, S. 15
- Die Natur der Hängenden Gärten, in: Daidalos 23/1987, S. 94–109
- Das Labyrinthische. Über die Idee des Verborgenen, Rätselhaften und Schwierigen in der Geschichte der Architektur. (Habilitationsschrift RWTH Aachen, 1983) Schriften des Deutschen Architekturmuseums zur Architekturgeschichte und Architekturtheorie. Braunschweig/Wiesbaden 1987
- Architektur des indischen Subkontinents, zusammen mit: Fischer, K.; Jansen, M.; Darmstadt 1987
- Drei architektonische Prospekte der Frührenaissance, in: Daidalos 25/1988, S. 42–50
- Ein Nachtgarten in Rajasthan, in: Daidalos 27/1988, S. 112–115
- Patrons of Art. The Mughals and the Medici, ed. by Dalu Jones, Marg 39,1 (1988), S. 69–90
- Architektonische Toposforschung, in: Bauwelt 3/1989, S. 78–81
- Jerusalemkirchen. Mittelalterliche Kleinarchitekturen nach dem Modell des Heiligen Grabes, in: Bauwelt 3/1989, S. 82–101
- Architektur wächst aus den Steinen. Metaphern der Verwandlung am Palast Pius’II., Pienza, in: Daidalos 31/1989, S. 76–87
- Die Idealstadt Pienza. Fünf Körper im Spiel der Geometrie. In: Planstädte der Neuzeit. Katalog der Ausstellung im Badischen Landesmuseum Karlsruhe, Karlsruhe 1990, S. 95–111
- Semilassos letzter Weltgang. Der Totenhain des Fürsten Pückler-Muskau in Branitz, in: Daidalos 38/1990, S. 60–79
- Das Château de Maulnes in Burgund, in: Daidalos 41/1991, S. 38–53
- Venedig. Ein Versuch, das Wasser durch Kunst bewohnbar zu machen, in: Stadtbauwelt 36/1991, S. 1884–1891
- Arboreal Art and Architecture in India.Vatsyayan, Kapila (Hrsg.) Concepts of Space, New Delhi 1991, S. 333–341
- Saint Didier in Asfeld-la-Ville. Ein Ziegelmanifest des Barock, in: Daidalos 43/1992, S. 62–67
- Häuser des Narziß. Architektur nach des Menschen Bild und Gleichnis, in: Daidalos 45/1992, S. 30–47
- Das Arkanum Pfaueninsel, in: Daidalos 46/1992, S. 78–91
- Lo Château de Maulnes in Borgogna. Jones, Dalu (Hrsg.), Il teatro delle acque, Rom 1992, S. 125–139
- Das Münstermodell in der Hand Karls des Großen. Eine spätgotische Deutung der Aachener Chorhalle als „Capella Vitrea“ (1414/1430), in: Jansen, Michael; Winands, Klaus, Festschrift für Günter Urban, Rom 1992, S. 129–150
- Stourhead. Eine englische Aeneide. Klassisch inspirierte Orte, Wege und Veduten im Skizzenbuch von Frederik Magnus Piper (1779), in: Peter Joseph Lenné und die europäische Landschafts- und Gartenkunst im 19. Jh. (6. Greifswalder Romantikkonferenz). Greifswald 1992, S. 37–47
- Hyderabad. Der Fall des Weltenberges, in: Frankfurter Allgemeine Zeitung. Feuilleton vom 28. April 1992
- Peripherie. Ein Herausgebergespräch, in: Daidalos 50/1993, S. 24–37
- Das gotische Schatzhaus der Reichskleinodien. Burg Karlstein bei Prag, in: Daidalos 53/1994, S. 78–81
- Die Maschine im Interieur. Ludwig Persius‘ Dampfmaschinenhaus im Babelsberger Park, in: Daidalos 53/1994, S. 104–115
- Mofussil – das indische Hinterland. Elemente der Kolonialarchitektur und des Siedlungswesens in Indien, in: Daidalos 54/1994, S. 112–123
- Editorial, in: Daidalos 55/1995, S. 22–23
- „Quelltempel, Viehtränke, Waschhaus in der Manier von Claude-Nicolas Ledoux“, in: Daidalos 55/1995, S. 56–65
- Bagno Vignoni, in: Daidalos 55/1995, S. 66–69
- Palladiobrücken, in: Daidalos 57/1995, S. 88–93
- Editorial, in: Daidalos 58/1995, S. 20–21
- Der Garten des Heiligen Grabes zu Görlitz, in:  Daidalos 58/1995, S. 38–43
- Im Innersten der Anfang. Der Felsenkern des Klosters Lamayuru. Mit Amandus Vanquaille; Hilde Vets, in: Daidalos 58/1995, S. 72–77
- „Der Schatten Pius’II.“ Die Kalenderarchitektur der Domkirche von Pienza, in: archithese 1.97, Zeitschrift und Schriftenreihe für Architektur, S. 19–24
- Tai Shan. Eine Säule des Weltgebäudes, in: Daidalos 63/1997, S. 78–83
- Pienza. Der Entwurf einer humanistischen Weltsicht. Stuttgart/London 1997.
- Das Château de Maulnes in Burgund, Dokumentation und Bauaufnahme, Katalog zur Ausstellung im Suermondt-Ludwig-Museum Aachen, 4. Juni – 29. August 1999
- Das Atrium, in: Bauwelt 1/00, S. 22–23
- Pienza. Il progetto di una visione umanistica del mondo. Stuttgart/London, 2000
- Wissensspeicher, Wissentempel, Bibliothek des Lehrstuhls für Baugeschichte der RWTH Aachen. In: Bauwelt 27–28/2003, S. 34–36
- Beispiel Sabloneta quadrata, die römischen Grundlagen des Stadtplans von Sabbioneta. In: Bauwelt 40–41/2005, S. 33–45
- Das Château de Maulnes und der Manierismus in Frankreich, Aachener Bibliothek, Band 5, Deutscher Kunstverlag, München, Berlin, 2006
- Maulnes-en-Tonnerrois. Ein Konstrukt aus dem Geiste des Manierismus, Edition Axel Menges, 2007

Quelle: